# Bulbophyllum dischidiifolium
Bulbophyllum dischidiifolium là một loài phong lan thuộc chi Bulbophyllum.